# Eustomias contiguus
Eustomias contiguus är en fiskart som beskrevs av Martin F. Gomon och Gibbs, 1985. Eustomias contiguus ingår i släktet Eustomias och familjen Stomiidae. Inga underarter finns listade i Catalogue of Life.